# Polygonum arussense
Polygonum arussense är en slideväxtart som beskrevs av Emilio Chiovenda. Polygonum arussense ingår i släktet trampörter, och familjen slideväxter. Inga underarter finns listade i Catalogue of Life.